# Señora Acero
Señora Acero (od 3. serii. 
Señora Acero. La coyote)– amerykańska narco-telenowela. Wyprodukowana przez Telemundo i Argos Comunicación.
Telenowela była emitowana w Stanach Zjednoczonych przez Telemundo od 23 września 2014 roku do 29 stycznia 2019.

## Obsada
- Blanca Soto – Sara Aguilar Bermúdez, Señora Acero[2]
- Carolina Miranda – Vicenta Steel, Señora Acero
- Rebecca Jones – Enriqueta Sabido
- Andrés Palacios – Eliodoro Flores Tarso
- Litzy – Aracely Paniagua
- Damián Alcázar – Vicente Acero
- Arturo Barba – Junio Acero
- Jorge Zarate – Amaro, el Indio Rodríguez
- Alan Castillo – Salvador Acero Aguilar
- Patricio Sebastián – Salvador Acero Aguilar (dziecię)
- Marco Pérez – Felipe Murillo
- Rossana San Juan – Mariana Acero
- Pilar Ixquic Mata – Carlota Bermúdez de Aguilar
- Aurora Gil – Josefina Aguilar de Murillo
- Luciana Silveyra – Bertha Aguilar de Villaraigosa
- Carmen Madrid – Cornelia Ríos
- Alberto Agnesi – Marcelo Dóriga
- Valentina Acosta – Miriam
- Alejandro de la Rosa – Fulgencio Silva
- Arap Bethke – Gabriel, Muñeco Cruz
- Raúl Greco – Baltazar
- Alan Guillen – Ramón 'Ramoncito'
- Sergio Lozano – Joaquín
- Juan Carlos Martín del Campo – Rufino Valdés
- Olga Segura – Edith
- Christian Sánchez – Diego Machado
- Luis Trujillo – Capi
- Viviana Serna Ramírez – Lupita
- Rafael Amaya – Aurelio Casillas
- Andrés Zuno – Plutarco
- Miguel Palmer – José Aguilar
- Jerry Terna – El Lagarto
- Andrés Zúñiga – Orlando Carabias
- Jorge Lan – Esteban Villaraigosa
- Iñaki Goci – El Tiburón Sánchez
- René García – Dr. Fernández
- Los Tucanes de Tijuana - sami
- Raúl Aranda-Lee
- Héctor Berzunza
- Briggitte Bozzo
- Alejandro Calva
- Alejandro Caso
- Hugo Catalán
- Alejandro Peraza
- Eric Ramírez
- Aida Salazar
- Roberto Wohlmuth